# Castello Baglioni
Il castello Baglioni o palazzo dei Conti Baglioni è sito in piazza Roma nel centro storico di Civitella Messer Raimondo, in provincia di Chieti, sulla parte più elevata del paese.

## Storia
Nonostante numerosi rimaneggiamenti e la mancanza di documenti che parlano della fondazione del castello pare essere fondato al XVIII secolo quando i Baglioni si instaurarono a Civitella Messer Raimondo.

## Descrizione

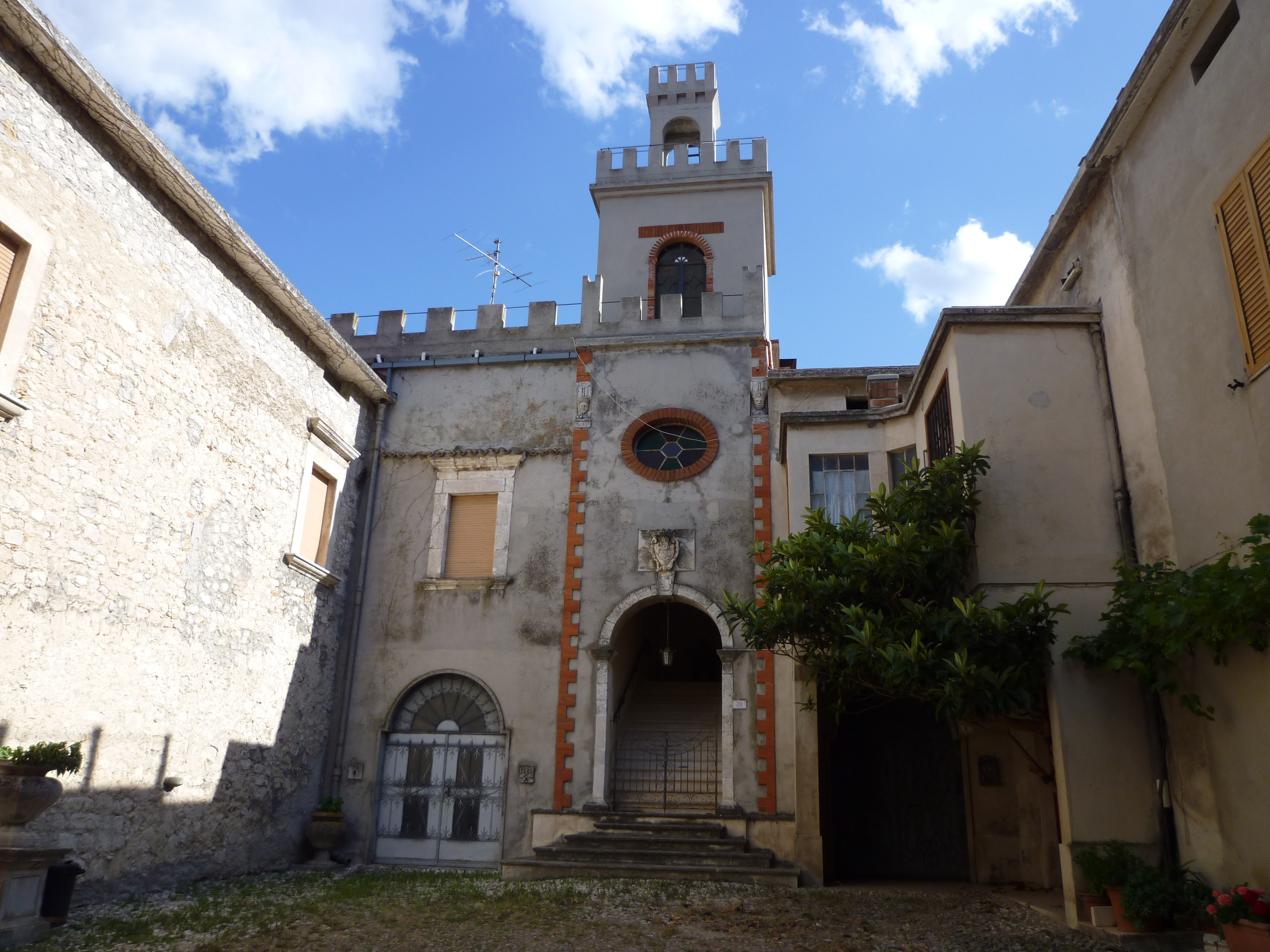
Torretta sulla corte interna

È a pianta quadrangolare, mentre la corte ha una forma pressoché rettangolare. Un bastione è situato sul lato orientale. È composto di due livelli. La facciata consta di cantonali in pietra e si sviluppa su sette assi. Il blocco d'ingresso è leggermente avanzato rispetto al resto della facciata. La torre sulla facciata è in laterizio su mensole di pietra, mentre il resto del bastione è in pietra. Il portale è realizzato con pietra proveniente dalla Maiella. Sopra il portale è posto un balcone poggiante su mensole. Attraverso l'androne ed una volta a botte affrescata si arriva alla corte del palazzo ove, parallela a quella della facciata, si erge un'altra torre (forse torre di avvistamento).